# 다소 라팔
라팔(프랑스어: Dassault Rafale)은 프랑스 다소 항공이 개발한, 쌍발엔진, 삼각날개의 고기동 다목적 전투기로서, 프랑스 공군용과 프랑스 해군을 위한 함재기형의 종류가 생산되고 있다. Rafale은 프랑스어로 "gust of wind(돌풍)" 또는 군사 용어로 "burst of fire"라는 의미다.
공식적인 배치일은 2000년 12월 4일이지만 실제 실전배치일은 2001년 5월 18일이다.
2010년 초 브라질의 룰라 대통령이 낮은 가격으로 평가 1위를 한 그리펜, 기술이전의 신뢰성이 의심받아 2위에 그친 F/A-18을 제치고, 4위를 한 라팔의 구매를 전략적으로 결정하여 협상하였고 차기 정권에서 그리펜으로 결정되었다. UAE에도 원자력 발전소 수출과 연계한 라팔의 판매 시도가 있었지만, 한국이 UAE 원전사업을 획득함에 따라 무산되었다.

## 개발
1970년대 중반, 프랑스 공군의 재규어 전투기(15톤)와 프랑스 해군의 F-8 크루세이더(15톤)의 후속기종을 개발할 필요성이 제기되었고, 둘의 요구성능이 비슷해 하나의 프로젝트로 통합되어 라팔(24톤)을 개발하기로 하였다.
1980년대초의 서유럽 각국에서 전투기의 공동개발 계획이 세워져, 초기에는 프랑스도 계획에 참가하였으나 곧 탈퇴하고 차세대 전투기 단독 개발에 착수한다.
프랑스의 탈퇴 요인으로는 여러 가지가 꼽히는데, 제일 큰 이유는 프랑스와 기타 유럽 국가들의 작전 환경 차이였다. 프랑스는 개발 참여국 중 유일한 정규항공모함 보유국이었고, 따라서 차세대 전투기의 함재기 버전 또한 필요로 하였으며 이런 이유로 프랑스는 기체의 크기에 대한 제한을 원했다. 게다가 타 유럽 국가들은 파나비아 토네이도 공격기를 보유하고 있었던 반면 프랑스는 보유하지 않았기 때문에 차기 전투기에 공대지 능력 또한 요구하고 있었다. 여기에 부차적인 원인으로 프랑스는 프랑스제 17,000 파운드 추력의 SNECMA M88 엔진을 채택할 것을 강력히 주장하였으나, 프랑스 이외의 나라에서는 국제공동개발(현 eurojet)의 엔진을 탑재할 것을 원했다. 프랑스는 자국의 방위산업 보호와 유럽 통합 전투기 계획에서의 주도권을 원하였고, 이러한 의도로 관련된 국가들을 끈질기게 설득하였지만, 결국 타협에 실패하고 공동개발계획에서 탈퇴, 8월에는 독자적으로 전투기 개발을 진행할 것을 결정하였다. 유럽의 공동개발계획으로부터는 유로파이터 타이푼이 개발되었다.
최대이륙중량 23.5톤인 타이푼은 20,000 파운드 유럽산 엔진 2개를 사용하며, 최대이륙중량 24톤인 라팔은 17,000 파운드 프랑스산 엔진 2개를 사용해, 최대이륙중량 23톤에 17,700 파운드 추력의 미국산 F404 엔진 2개를 사용하는 F-18과 제원이 거의 같다.
독자적으로 차세대 전투기를 개발하게 된 프랑스는, 도입 시기를 1990년대 후반으로 예정하여 개발을 시작하였다. 단독으로의 병기개발은 공동개발에 비교하여 개발비가 많이 드는 단점이 있었으나, 역으로 국가간의 조정이 필요 없어 원활하게 진행할 수 있어 개발은 오히려 더 빠르게 완료되었다. 유로파이터보다 개발을 뒤늦게 출발하였으나, 기술 시범기인 라팔 A가 1986년 7월 4일 최초의 비행을 하였으며, 이에비해 유로파이터는 기체형상변경등의 굴곡을 겪었다. 라팔 A는 양산형보다는 약간 크고, 엔진도 초기에는 17,000 파운드 추력의 SNECMA M88 터보팬 엔진만 사용하지 않고 17,700 파운드 추력의 제네럴 일렉트릭 F404엔진을 같이 장착시켜 비행테스트를 하였다. 라팔 A는 각종 시험 비행을 거친 후, 1994년 1월 은퇴하였다.
하지만, 냉전의 종결로 국방예산이 삭감되어, 계획은 늦어지게 되었다. 또한, 배치될 숫자도 처음에는 공군이 미라주 2000의 후속기로서 250대(C형: 225대, B형: 25대), 해군은 F-8E 크루세이더와 쉬페르 에탕다르의 후속기로서 M형 86대를 도입하기로 예정하였으나, 공군은 234기(C형:95대, B형:139대), 해군도 M형 60대로 삭감되었다. 내용에 있어서는 복합적 임무에는 복좌형이 적합하다고 판단하여, 복좌형의 도입이 늘었다. 탑재레이다인 AESA레이다의 개발도 지연되었으며, 해결책으로 미국산 AESA레이다 소자를 수입해 장착한 뒤, 다시금 유로파이터의 AESA레이다에 쓰이는 T/R모듈을 장착하는 것으로 계획이 변경된 상태이다.
현재, 라팔은 해군형인 라팔 M을 중점적으로 생산하고 있다. 이는 공군이 사용하고 있는 미라주 2000에 비교하여, 해군이 항공모함에서 사용하던 F-8E의 노후화가 빠른 속도로 진행되어 갱신을 서두를 필요가 있기 때문이다. 2001년 이후, 원자력 항공모함인 샤를 드골에 탑재되고 있다.
2009년 9월 25일, 지중해 상공에서 훈련 중 2기가 충돌하여 모두 추락하였다. 2024넌 8월 14일, 프랑스 북동부 뫼르트에모젤 지역에서 라팔 전투기 2대가 공중 충돌해 비상탈출하는 과정에서 조종사 3명 중 2명이 사망하는 사고가 발생하였다.

## 한국F-X 사업에서의 라팔
한국의 F-X 사업에 참여한 닷소사는 사업에서 실패하자 F-15K를 도입하기 위해 들러리 세웠다고 주장한 닷소사가 한국에서의 방위사업에 다시는 참가하지 않겠다는 선언을 한 후 법원에 2단계 평가금지가처분신청을 냈지만 기각당하고 그 이후 한국에서의 에어쇼에도 연속으로 불참하고 있다.
당시 한국공군은 다소사가 F-X 사업에서 경쟁했던 업체들에게 평가자료에 대한 공개허가를 받아온다면 자료를 공개하겠다고 했지만 닷소는 그렇게하지 못했다. 그 후 F-X 사업에 참가한 4개 기종중 F-15K를 제외한 유로파이터와 Su-35도 똑같이 에어쇼에 이후 연속 불참하고 있다.
후속된 F-X 2차 사업에는 F-15K와 유로파이터가 대결해 F-15K가 승리했으면 이것은 사실상 1차 F-X사업의 연장선상의 사업으로 볼 수 있다.
그리고 F-X 사업시 평가 기간내내 외규장각도서 반환문제와 프랑스 고속전철(TGV) 도입시의 약속불이행문제가 F-X 사업도중 프랑스측에 누누이 지적되기도 하였다.
F-X 사업도중 F-15K와 라팔은 특히 많은 부분에 있어서 비교가 되었는데, 몇 가지 짚어볼만한 사항은 다음과 같다.
라팔은 무장량이 늘면 급격히 항속거리가 줄어드는 약점을 지니고 있는데, 이것은 정밀무장이나 고중량무장을 장착하는 하드포인트가 연료탱크를 장착하는 곳을 같이 사용하는 문제와 엔진의 추력이 공대지 임무에서 그 성능이 동급 전투기나 경쟁기에 비해 상대적으로 부족하기 때문이다.
라팔은 AESA 레이다 개발이 지연되고 있었다. 이 때문에 대한민국 F-X사업에서 제시한 기체 인도 일정은 우선 2004년에 우선 8대의 라팔에 RBE-2 PESA 레이다를 달아 인도한뒤, 2007~2008년에 나머지 32대의 라팔을 몰아서 인도하며, 이때 기존 제공한 기계식레이다를 한국에 제시한 대로 RBE-2를 바탕으로 설계된 AESA 레이다로 교체하는 것으로 알려져 있다.
이러한 인도일정은 F-15K보다 1년 늦는 것이다. 다만 실제로는 AESA 레이다의 개발이 늦어지고 있어 2009년에도 아직 라팔용 AESA레이다의 개발이 완료되지 못하였다.
제작사인 다소는 F-X 사업당시 라팔의 대부분의 기술을 한국에 이전할 것을 약속하였지만 실제 이전 기술의 수준에 대해서는 여러곳에서 의문을 나타내었고 한국의 KHP사업에서 프랑스가 주도권을 가진 유로콥터에서 초기에는 NH-90의 신기술을 제시할것처럼 선전하다가 구형의 쿠거계통기술만 이전한 사례로 볼때 프랑스의 기술이전 수준은 당시 한국군에게 그리 신뢰성을 주지 못했을거라 판단된다.
그리고 F-X 사업당시 F-15K에 무조건적으로 60점을 부여하는 방식으로 F-15K의 평가점수를 끌어올려 라팔을 떨어트린다는 여론이 있었지만 이는 F-X 사업 1차평가에 참여한 4기종은 기본적인 한국공군의 ROC을 통과했기에 부여한 것으로 종합평가식의 1차평가에서 만일 0점에서부터 시작했다면 당시 개발중이던 유로파이터, 라팔, 수호이는 무조건 낮은 점수를 받을수받게 없는 점을 피해 경쟁을 지속시키기위한 한국공군의 선택이었다.
이러한 상황과 더블어 닷소는 가격인하를 했지만 엔진을 보다 P&W보다 비싼 GE것으로 바꿔 엔진의 신뢰성과 약간의 추력을 향상시키고 APG-63레이다의 개량형인 AN/APG-63(v)1을 제안한 사양의 F-15K보다 앞서는 경쟁력을 확보하지 못해 결국 사업에서 패했다.
그 후 결과를 납득하지 못한 이들은 미국의 압박에 굴복한 한국은 상호무장운용성을 이유로 F-15K를 선택했다고 강조하며, 한국은 F-X 사업의 본래 목적중 하나이던 기술획득을 F-15K를 구입함으로써 실패하게 되어 이후 KFX사업에 차질을 빚게 되었다고 주장했다.
하지만 F-X 사업당시에는 KFX사업은 개념연구조차 실행되지 않았고 라팔이 싱가포르에서조차 F-15SG를 상대로 패함으로써 한국공군의 선택의 유효성이 증명되었을뿐만 아니라 F-X사업의 유로화의 급격한 환율변동(유로화가치상승)으로 인해 라팔가격이 F-X사업 기종선정시점과 기체인수시점에서 크게 차이나 기체가격이 1.5배이상 오른점 등에서 F-X사업은 결과적으로 공군에 유리한 선택이었다는 지적이다.

## 라팔의 엔진과 성능일반
라팔의 엔진에는 조금 특이한 부분이 있는데, 동급의 터보팬 엔진보다 출력에 비해 체적이 작다는 점이다.
출력은 T-50에 사용되는 F404-GE-402엔진(17,700파운드)보다도 약간 작은 17,000파운드에 약간 미달하지만,
체적이나 엔진무게는 동급의 터보팬엔진이나 다른 경쟁기가 탑재하는 엔진들보다 상대적으로 작고 가볍다.
다만 이러한 엔진의 설계에도 불구하고 엔진의 추력 부족과 팬 블레이드등을 포함한 엔진 구성품의 짧은 수명으로 인한 높은 정비소요를 요구하는 점 등은 꾸준히 문제가 되었으나 최근에서야 개선되고 있다.
실제로 한국 공군의 F-X 사업 시에도 M88-2 엔진의 부족한 추력은 대기 밀도가 낮은 높은 고도에서의 추력 부족으로 인한 기동 성능 부족 등이
문제가 되었으며, 대기 밀도가 충분한 고도에서는 높은 속력에서의 기동 시에 엔진 블레이드의 내구성 부족 등이 문제되었다.
다소 항공 측은 한국 공군에 초기에 납품하는 8대의 라팔에는 M88-2 엔진을 탑재하지만 나머지 32대에는 보다 추력이 향상된 M88-3 엔진을
탑재한다고 약속하였으나 동 엔진은 개발이 완료되었음에도 불구하고 비행인증 및 비행테스트는 하지 못한 상태이다. 현재 프랑스 SNECMA사에서는 M88-2 엔진의 부족한 내구성과 운용유지를 절감하여 그 성능을 향상시킨 M88-2E4를 개조배치 하였고 M88-2엔진의 규격에 호환되는 추력향상형 엔진인 M88-X 엔진을 개발 중이다.
라팔은 편대기로부터 공중급유를 받는 버디 투 버디(Buddy to Buddy) 기능이 있다. 이는 운영 특성상 지상 운용기에 비해 체공능력이 부족한 함상기의 특성때문인데 라팔은 설계시 해군용 함재전투기인 라팔C도 같이 설계되었기에 부가된 기능이다.
라팔의 RBE-2 PESA레이다는 F-16용 레이다인 APG-68보다 약간 우수한 100km급 탐지거리를 가지며, 라팔의 AESA레이다는 F-15A/C에 탑재되는 AN/APG-63 초기형 수준의 150Km가량의 탐지거리를 가지는 것으로 알려져 있다.
또한 라팔이 AESA가 아닌 기계식 레이다를 제안했을 경우는 제안가격을 2~3억달러 추가로 낮출 수 있었던 것으로 알려져 있으나 이는 확인되지 않았다.

## 특징
라팔의 기본 형태는 앞전 후퇴각 45도의 델타익과 소형 카나드를 조합한 클로즈드 커플트 델타 형식으로 공기흡입구는 고정식이다. 후퇴각과 공기흡입구의 형태로 볼 때 라팔은 고속성능보다는 천음속 영역에서의 기동성과 가속성을 중시하고 있음을 알 수 있다.
플라이-바이-와이어 조종 장치를 사용하여 중심을 최대한 뒤쪽으로 옮긴 정안정약화(RSS) 방식을 가능하게 했다. 앞전의 고양력 장치와 뒷전 플랩은 최적의 비행 형태를 제공하며, 카나드와 안쪽 엘러본을 종방향 조종에 사용하고 있다. 엘러본은 2개로 나뉘어 있는데, 바깥쪽 엘러본은 횡방향 조종에 사용한다. 카나드는 랜딩기어를 내릴 때 20°가량 숙여지면서 속도를 줄이게 되어 있다.

## 퀸 엘리자베스급 항공모함
영국은 퀸 엘리자베스급 항공모함 2척을 건조중이고, 프랑스는 이와 동일한 설계의 차기 프랑스 항공모함을 건조할 계획이다. 영국은 당초 F-35B 해병대형 수직이착륙기를 사용하려고 하였으나, 개발지연과 가격상승으로 이를 포기하고, 항모의 설계를 변경했다. 이로써 양국의 항공모함은 모두 라팔 또는 F-35C 해군형의 이착륙이 가능해졌다. 양국간의 항모공유론이 보도되기도 하였다.

## 파생형
- 라팔 A: 단좌형, 시제기
- 라팔 B: 복좌형, 공군용 지상타격 강화버전
- 라팔 C: 단좌형, 공군용
- 라팔 D: 라팔의 스텔스 버전으로 제안된 버전
- 라팔 M: 단/복좌형, 해군(함재기)용 복좌형 전투기
- 라팔 N: 전략 핵 공격형으로 개발하려 했으나 현재 라팔 스탠다드 F3에 통합되었다.
- 라팔 R: 라팔의 정찰기 버전으로 개발이 취소됨
- 라팔 스탠다드 F1: 라팔 초기형 버전으로 공대지 능력은 없는 버전
- 라팔 스탠다드 F2: 공대지 능력과 정찰포드 운용능력이 부여된 버전
- 라팔 스탠다드 F3: 완전한 공대지/공대함 무장 운용능력과 핵공격(ASMP-A)능력 부여
- 라팔 스탠다드 F4: 성능향상형 최종버전
- 라팔 MLU(Mid Life Update): 2020 ~ 2024년경에 실시할 성능개량계획
- 라팔 MK.2: 라팔의 수출형 - 한국 F-X사업때 제안된 기종

## 제원
일반 제원
- 승무원: 1명 또는 2명
- 길이: 15.27 m
- 폭: 10.80 m
- 주익면적: 45.7 m²
- 높이: 5.34 m

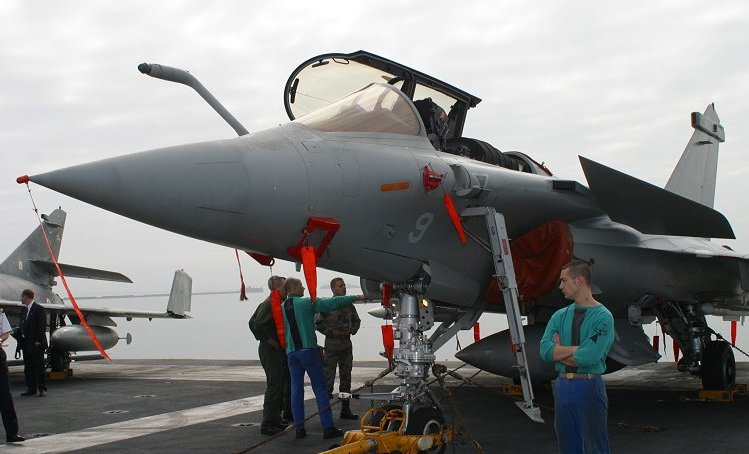
함재기 버전인 라팔-M

- 공허중량: 9,500 kg (C), 9,770 kg (B), 10,196 kg (M)
- 유효탑재량: 6,000 kg
- 최대이륙중량: 24,500 kg (C/D), 22,200 kg (M)
- 엔진: SNECMA M88-2E4 * 2
- 추력: Dry; 50 kN (11,250 lbf), A/B; 75 kN (17,000 lbf)

성능
- 최대속도: 마하 1.8+ (2,130 km/h, 1,320 mph)
- 항속거리: 1,800 km
- 최대고도: 18,000 m
- 상승률: 333 m/s
- 중량대비추력: 1.13

무장
- 기관포: 30mm GIAT 30/719B 기관포 및 탄약 125발
- 공대공 미사일:
  - MICA IR/EM
  - MBDA 미티어
  - Matra Magic 2
- 공대지 미사일:
  - MBDA 아파셰
  - SCALP EG 크루즈 미사일
  - AASM 유도 폭탄
  - GBU-10, GBU-12
  - AM 39 엑조세 대함 미사일
  - ASMP-A 중거리 공대지 핵미사일

항법장치
- 탈레스 RBE-2 PESA 레이다, RBE-2 AA AESA 레이다
- 탈레스 스펙트라 통합형 전자전 시스템
- 탈레스/SAGEM OSF/OSF2: IRST FLIR CIU 전면 광학관측 시스템

## 라팔 보유국
| 보유국 | 보유량 | 주문량 |
| ------ | ------ | ------ |
| 프랑스 | 180    | 225    |
| 카타르 | 24     | 24     |
| 이집트 | 17     | 36     |
| 인도   | 3      | 36     |
| 총계   | 224    | 321    |

## 비교기종
- 다소 라팔 - SNECMA M88-2E4 터보팬엔진 17,700 lbf (78 kN) x 2
- 유로파이터 타이푼 - Eurojet EJ200 터보팬엔진 20,000 lbf (88 kN) x 2
- 미그-29 - Kilmov 터보팬엔진 RD-33 18,285 lbf (81 kN) x 2
- F-18 - F404-GE-402 터보팬엔진 17,700 lbf (78.7 kN) x 2
- 그리펜 - RM12 터보팬엔진 18,100 lbf (80 kN) x 1
- HAL 테자스 - F404-GE-102 터보팬엔진 17,700 lbf (78.7 kN) x 1
- T-50 골든이글 - F404-GE-102 터보팬엔진 17,700 lbf (78.7 kN) x 1
- FC-1 - Kilmov RD-93 or WS-13 터보팬엔진 19,000 lbf (84 kN) x 1
- 미라주 2000 - SNECMA M53 터보팬엔진 21,400 lbf (95 kN) x 1

## 제식명칭 시리즈
- 다소 미라주 F1 - 미라주 2000 - 미라주 4000 - 다소 라팔 - 다소 뉴론

## 같이 보기
- 전투기 목록

## 참고 문헌
- 프랑스와 로미노, 《미래의 날개》, 다쏘 항공, 2001